# 九龍里 (桃園市)
24°51′40″N 121°14′13″E / 24.8611506°N 121.2368819°E
九龍里是臺灣桃園市龍潭區的一個里，本里劃有33個鄰，總人口4,281人。